# Squarepusher

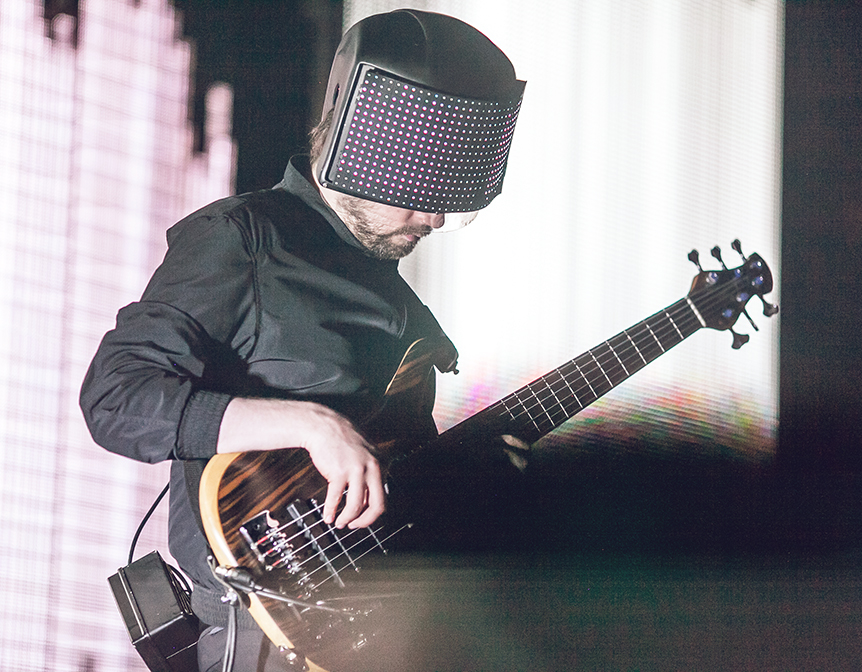
Squarepusher, 2012

Squarepusher ist der Künstlername des britischen Musikers und Bassisten Thomas „Tom“ Jenkinson (* 17. Januar 1975 in Chelmsford, Essex), der vor allem für seine Drill-’n’-Bass-Musik bekannt ist. Außerdem veröffentlichte Jenkinson Aufnahmen unter den Namen Chaos AD und Duke of Harringay.

## Leben
Jenkinson ist ein Produzent von elektronischer Musik, die grob gesehen zum Genre IDM bzw. Electronica, teilweise auch Jazz und Acid Techno zählt. Seine musikalische Entwicklung wurde maßgeblich vom Jazz geprägt. Er ist ein virtuoser Bassist, spielt außerdem Schlagzeug und eine Reihe anderer Musikinstrumente. Der Jazzeinfluss ist auf den meisten seiner Aufnahmen deutlich zu hören. Er steht bei Warp Records unter Vertrag. Entdeckt wurde er von Aphex Twin, der ihn zunächst bei seinem Label Rephlex Records unter Vertrag nahm. Beide verbindet eine enge Freundschaft. Er erlangte mit seiner Musik in der Szene große Anerkennung und wurde zu einem der bekanntesten Vertreter der alternativen elektronischen Musik.
Die Haupteinflüsse von Jenkinsons Stil sind Acid Techno, Jazz, IDM und Drum and Bass. Es fallen in vielen Stücken zerhackte, oft sehr schnelle Beats in Kombination mit jazzigen Bässen und Synthesizerlinien auf. Sein Stil wurde in den Medien teilweise als Drill ’n’ Bass, eine Bezeichnung, die für die Musik auf einigen Platten von Aphex Twin erfunden wurde, bezeichnet. Seine wohl einflussreichsten Alben sind „Hard Normal Daddy“ (1997) und „Go Plastic“ (2001). Als größten kommerziellen Erfolg erreichte die Maxi „My Red Hot Car“ ausgekoppelt aus „Go Plastic“ 2001 den Platz 20 der britischen Charts. Während er auf ersterem eine relativ stark vom Jazz beeinflusste Spielart seines Stils entwickelte, war „Go Plastic“ ein sehr homogen klingendes, rein synthetisches Werk mit technoidem Sound. Auf anderen LPs pendelte seine Musik zwischen Acid Techno und Drill ’n’ Bass. Auf der CD „Music Is Rotted One Note“ orientiert er sich jedoch vor allem am Jazzrock der frühen 70er Jahre und macht dabei nur wenig Gebrauch von elektronischen Effekten und Klangerzeugern, sondern setzt größtenteils konventionelle Instrumente wie Schlagzeug und Bass ein, die er alle selbst spielt. Auf seinem Album „Hello Everything“ sind eingängigere Melodien und teils an Kraftwerk erinnernde Synthesizerklänge zu hören, wobei die Beats einfacher und dezenter gehalten sind. Im Gegensatz zur üblichen elektronischen Popmusik tauchen aber auch komplexere musikalische Techniken wie Tonartmodulationen auf (Beispiel: Titel „Rotate Electrolyte“). Außergewöhnlich ist auch der für elektronische Musik untypische Einsatz der akustischen Gitarre. Diese experimentelle und eklektizistische Herangehensweise hat sich über die Jahre zu einem Stilmittel von Squarepushers Musik entwickelt. Auf der im Jahre 2008 veröffentlichten CD „Just A Souvenir“ sind sogar Einflüsse aus dem Metal zu hören.
Bei Liveauftritten spielt Squarepusher einen bundlosen E-Bass und auf seinem Laptop.
Jenkinsons Bruder Andrew „Andy“ Jenkinson produziert unter dem Pseudonym Ceephax Acid Crew ebenfalls Musik.

## Diskografie

### Alben
- 1995: Duke of Harringay – Alroy Road Tracks (Spymania)
- 1996: Squarepusher – Feed Me Weird Things (Rephlex Records)
- 1997: Squarepusher – Hard Normal Daddy (Warp Records)
- 1997: Squarepusher – Burningn'n Tree (Warp Records)
- 1998: Chaos AD – Buzz Caner (Rephlex Records)
- 1998: Squarepusher – Music Is Rotted One Note (Warp Records)
- 1999: Squarepusher – Budakhan Mindphone (Warp Records)
- 1999: Squarepusher – Selection Sixteen (Warp Records)
- 2001: Squarepusher – Go Plastic (Warp Records)
- 2002: Squarepusher – Do You Know Squarepusher? (Warp Records)
- 2004: Squarepusher – Ultravisitor (Warp Records)
- 2006: Squarepusher – Hello Everything (Warp Records)
- 2008: Squarepusher – Just A Souvenir (Warp Records)
- 2009: Squarepusher – Solo Electric Bass 1 (Warp Records)
- 2010: Squarepusher Presents: Shobaleader One – Shobaleader One: d'Demonstrator  (Warp Records)
- 2012: Squarepusher – Ufabulum (Warp Records)
- 2015: Squarepusher – Damogen Furies (Warp Records)
- 2020: Squarepusher – Be Up a Hello (Warp Records)
- 2024: Squarepusher – Dostrotime (Warp Records)

### EPs und Singles
- 1994: Tom Jenkinson – Crot (Rumble Tum Jum)
- 1994: Tom Jenkinson – Stereotype (Nothings Clear)
- 1995: Squarepusher – Conumber (Spymania)
- 1996: Squarepusher – Squarepusher Plays... (Rephlex Records)
- 1996: Tom Jenkinson – Bubble & Squeak (Worm Interface)
- 1996: Squarepusher – Port Rhombus (Warp Records)
- 1997: Squarepusher – Vic Acid (Warp Records)
- 1997: Squarepusher – Big Loada (Warp Records)
- 1998: Chaos AD – Remixes 12" (Rephlex Records)
- 1999: Squarepusher – Maximum Priest (Warp Records)
- 2001: Squarepusher – My Red Hot Car (Warp Records)
- 2001: Squarepusher – Untitled (Warp Records)
- 2004: Squarepusher – Venus No. 17 (Warp Records)
- 2006: Squarepusher – Welcome To Europe (Warp Records)
- 2006: Squarepusher – Hanningfield Window (Warp Records)
- 2006: Squarepusher – Exciton (Warp Records)
- 2009: Squarepusher – Numbers Lucent – EP (Warp Records)
- 2010: Squarepusher Presents: Shobaleader One – Shobaleader One: Cryptic Motion  (Warp Records)
- 2012: Squarepusher – Dark Steering (Warp Records)
- 2014: Squarepusher / Z-Machines – Music for Robots (Warp Records)
- 2020: Squarepusher – Lamental EP (Warp Records)

### Remixe (Auswahl)
- 1996: DJ Food – Scratch Yer Hed (Squarepusher Mix) (erschienen auf „Refried Food“ und verschiedenen Compilations, Ninja Tune)
- 1996: Funki Porcini – Carwreck (Squarepusher Mix) (erschienen auf der „Carwreck EP“, Ninjatune)
- 1998: East Flatbush Project – Tried By 12 (Squarepusher Mx) (erschienen auf Tried by 12 Remixes, Ninjatune)
- 1999: Chaos AD – Psultan (Squarepusher Mix) (erschienen auf der Rephlex-Compilation „Braindance“, Rephlex Records)
- 2012: Charlotte Hatherley – White (Squarepusher Remix)